# وییتسه (اسلوونی)
وییتسه (اسلوونیایی: Vejice) یک زیستگاه انسانی در اسلوونی است که در Šentjur Municipality واقع شده‌است.

## خصوصیات
وییتسه ۲٫۳۷ کیلومترمربع مساحت و ۲۰ نفر جمعیت دارد و ۴۶۲٫۲ متر بالاتر از سطح دریا واقع شده‌است.